# Nurbek Oralbay
Nurbek Oralbay (Astana, 11 de junho de 200) é um pugilista cazaque.

## Carreira
Ele ganhou a medalha de ouro no Campeonato Mundial Juvenil de 2018 na divisão dos médios. Em 2022, ele ganhou uma medalha de bronze no Campeonato Asiático em Amã. No Campeonato Mundial de Boxe em Tashkent, Uzbequistão, Nurbek Oralbay competiu na categoria de peso de 80 kg. Na luta final pela medalha de ouro, ele derrotou Tuohetaerbieke Tanglatihan e se tornou o campeão mundial.
Nos Jogos Olímpicos de Verão de 2024, em Paris, conquistou a medalha de prata na disputa de peso meio-pesado (até 80 kg).